# Manuel de la Fuente
Manuel de la Fuente Muñoz (Cádiz, España, 22 de abril de 1932 - Mérida, Venezuela, 4 de marzo de 2010) fue un escultor y profesor español, residenciado en Venezuela desde 1958. Fue individuo de Número Sillón Nº 1 en Arte de la Academia de Mérida.

## Biografía
Manuel de la Fuente estudió escultura, dibujo e historia del arte en la Escuela de Artes y Oficios de Cádiz. Luego, entre 1950 y 1956, cursó en la Escuela Superior de Bellas Artes Santa Isabel de Hungría, en Sevilla. En 1957 realizó una exposición individual en el Museo de Bellas Artes de Cádiz.
Llegó a Venezuela en 1958 y se radicó en Mérida un año después. En esa ciudad fue profesor en el Centro Experimental de Artes de la Universidad de los Andes (ULA). En la década de 1970 la universidad lo becó para estudiar en el Instituto Politécnico di Grafica e Disegno de Novara (1970- 1971) y en la Academia de Bellas Artes de Brera de Milán (1971), ambas en Italia. Durante la década de 1980 fue nombrado profesor honorario de la Facultad de Artes de la ULA.
Fue director del Instituto Municipal de Cultura de Mérida entre 1979 y 1984. En 1982 fue elegido por la Unesco para hacer en oro y plata la medalla conmemorativa del Premio Simón Bolívar, por el bicentenario de Bolívar. En 1985 fue seleccionado para representar a Venezuela en la XVIII Bienal de São Paulo-Brasil. Entre 1990 y noviembre de 1994 fue director de Cultura de la Gobernación de Mérida.
El artista tuvo un taller en El Valle. Hizo en bronce el Monumento a la Virgen de la Paz en Trujillo, encargado por el gobierno de Luis Herrera Campíns e inaugurado en 1983, así como las esculturas de la loca Luz Caraballo (1967) en Apartaderos y las Heroínas en Mérida. En España hizo el monumento al torero Paquirri junto a la plaza de toros de El Puerto. En el Parque de la Escultura de Changchun, en China, está su Monumento a la solidaridad. En 1989 inauguró en Aruba su monumento a Betico Croes. En Japón reside el busto que realizó sobre Pablo Picasso.
La Facultad de Artes de la ULA le otorgó un doctorado Honoris Causa en 2009. El artista falleció en Mérida el 4 de marzo de 2010. Desde entonces, su estilo ha sido imitado para la venta falsificada de su obra.

## Premios
Entre las condecoraciones otorgadas al artista, están:
- Premio Juan Félix Sánchez de la Gobernación del estado Mérida
- Orden Diego de Lozada en 1era Clase Concejo Municipal del Distrito Federal Caracas
- Orden Tulio Febres Cordero 1era. Clase Mérida
- Orden Santiago Mariño Gobernación de Nueva Esparta
- Premio Buen Ciudadano Concejo Municipal del Distrito Federal
- Distinción del Consejo de la Orden Medalla de Oro en 1era. Clase Fray Juan Ramos de Lora

## Galería

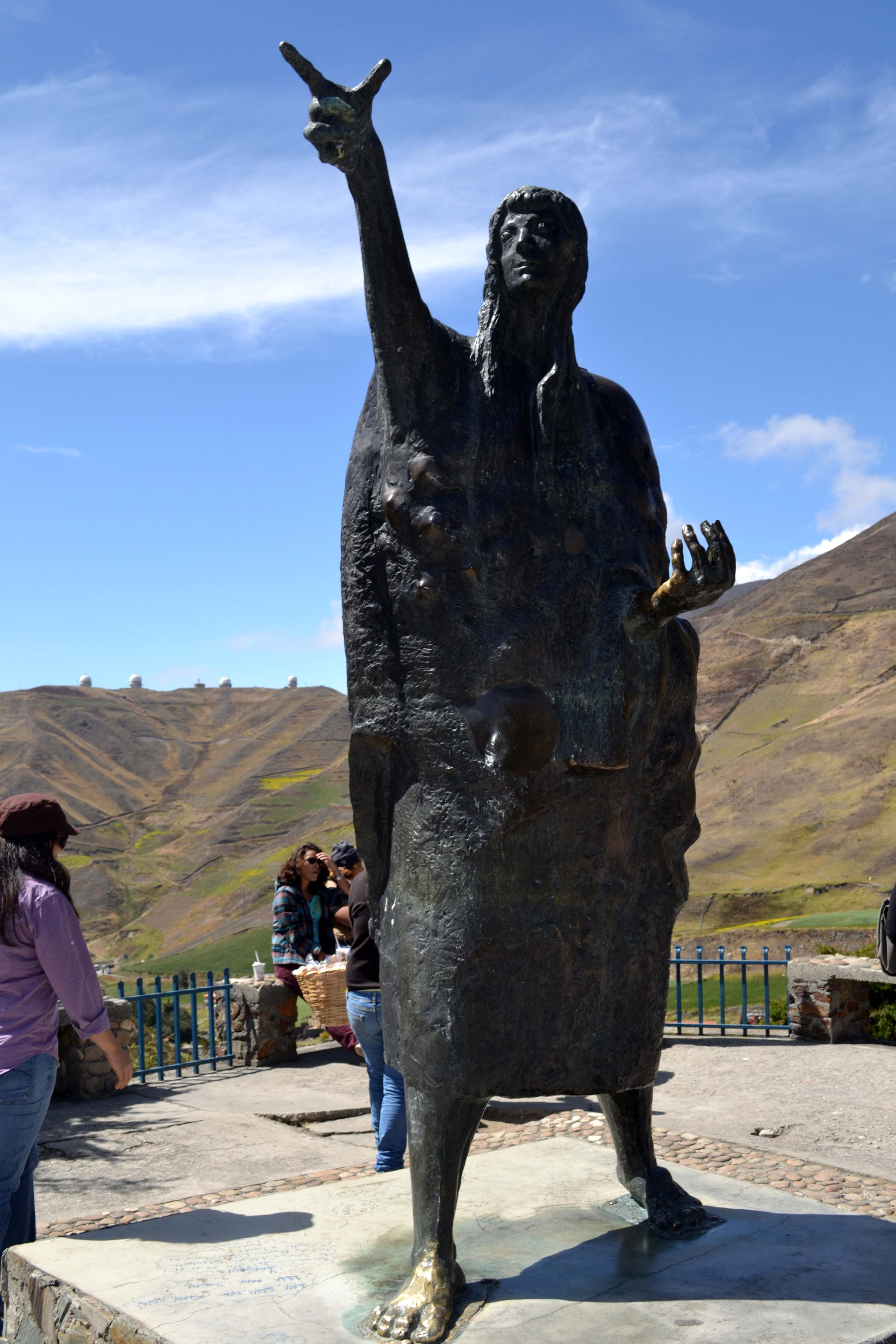
Estatua de la loca Luz Caraballo (1967).
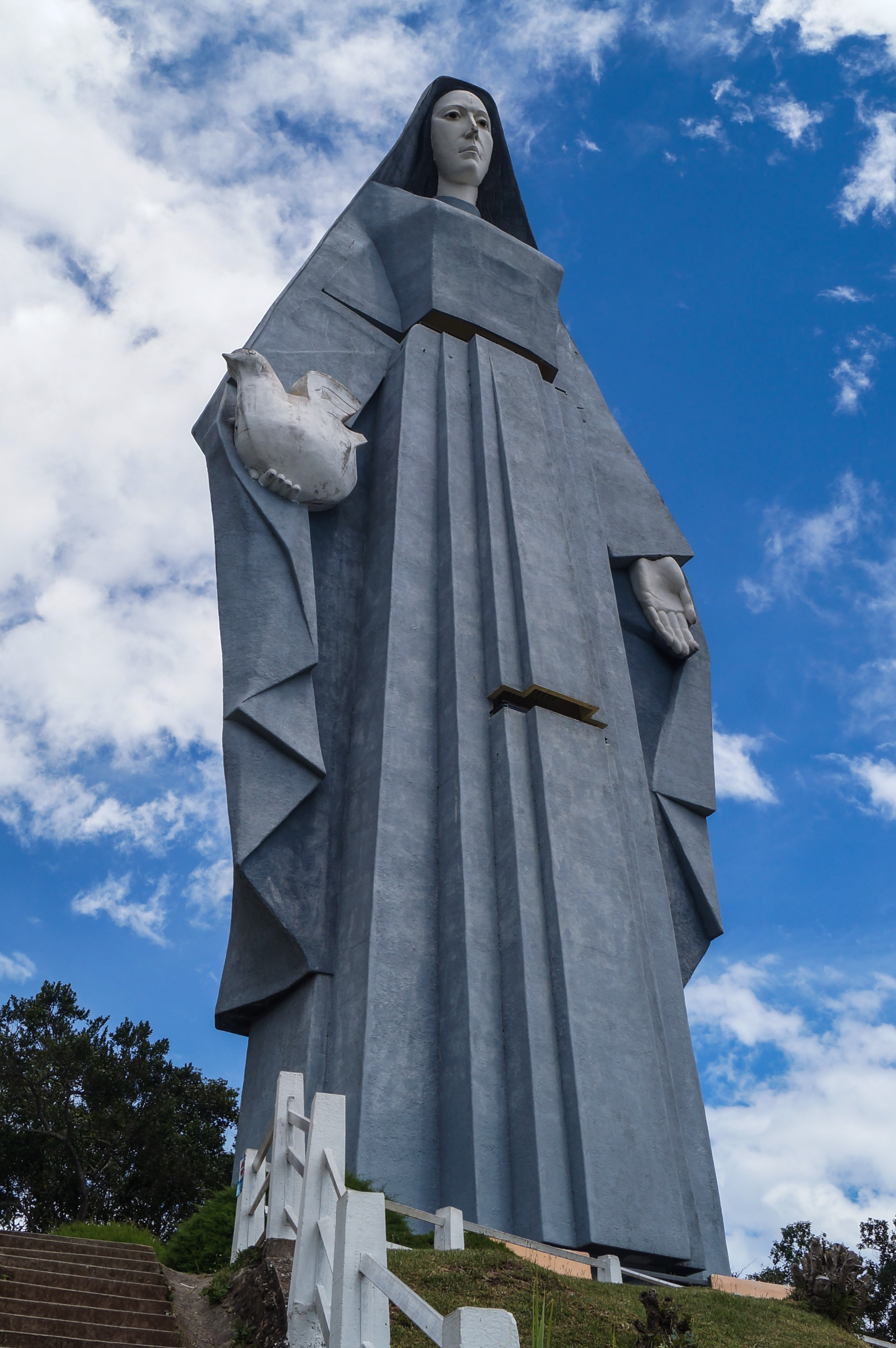
Monumento a la Virgen de la Paz (1983).
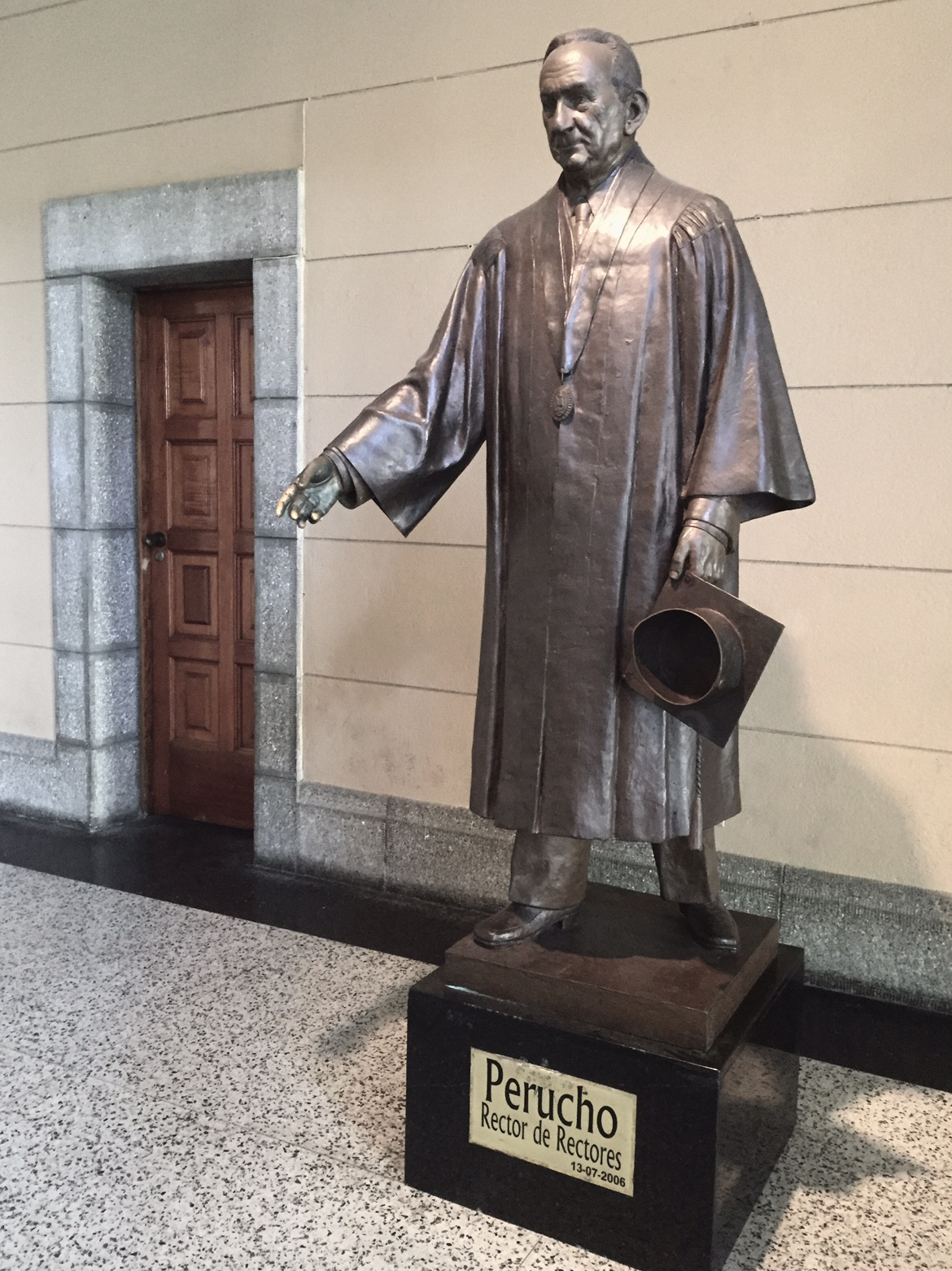
Estatua de Pedro Rincón Gutiérrez.
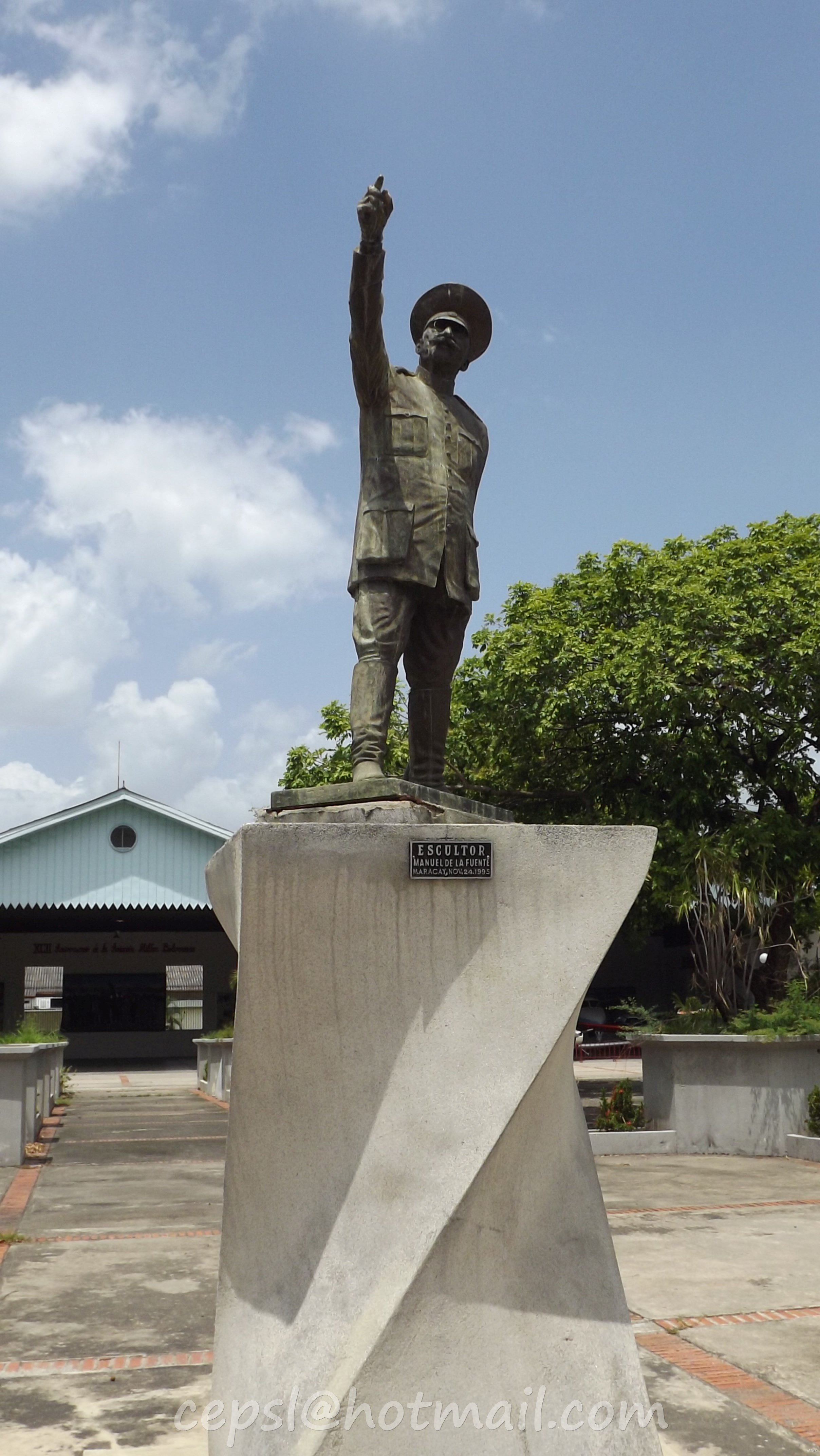
Estatua de Juan Vicente Gómez (1996).
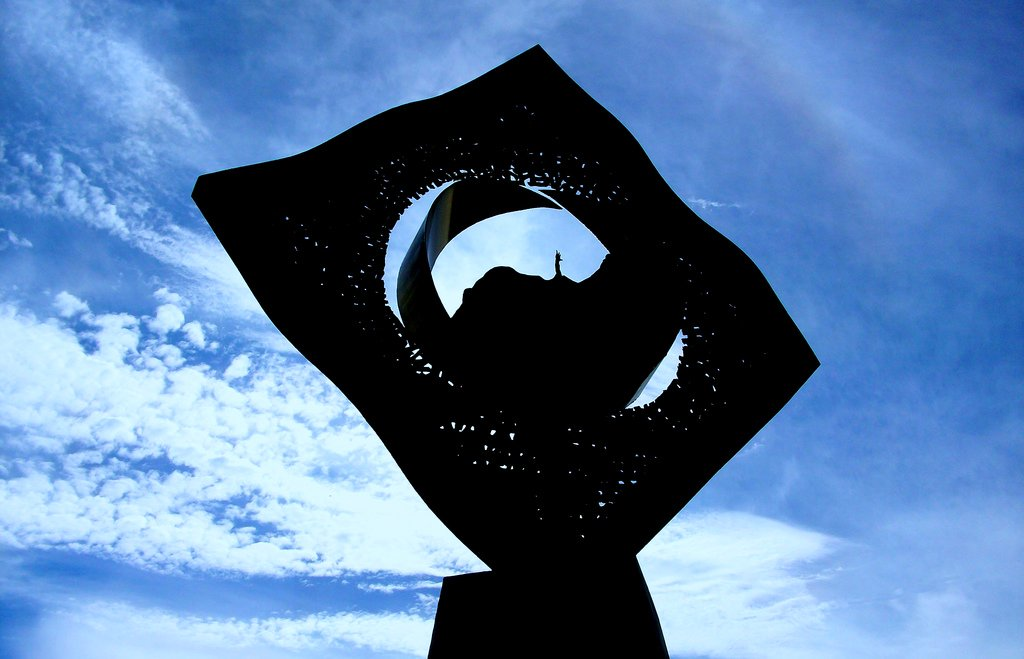
Alma cosmográfica en la Facultad de Ciencias Económicas y Sociales de la ULA.
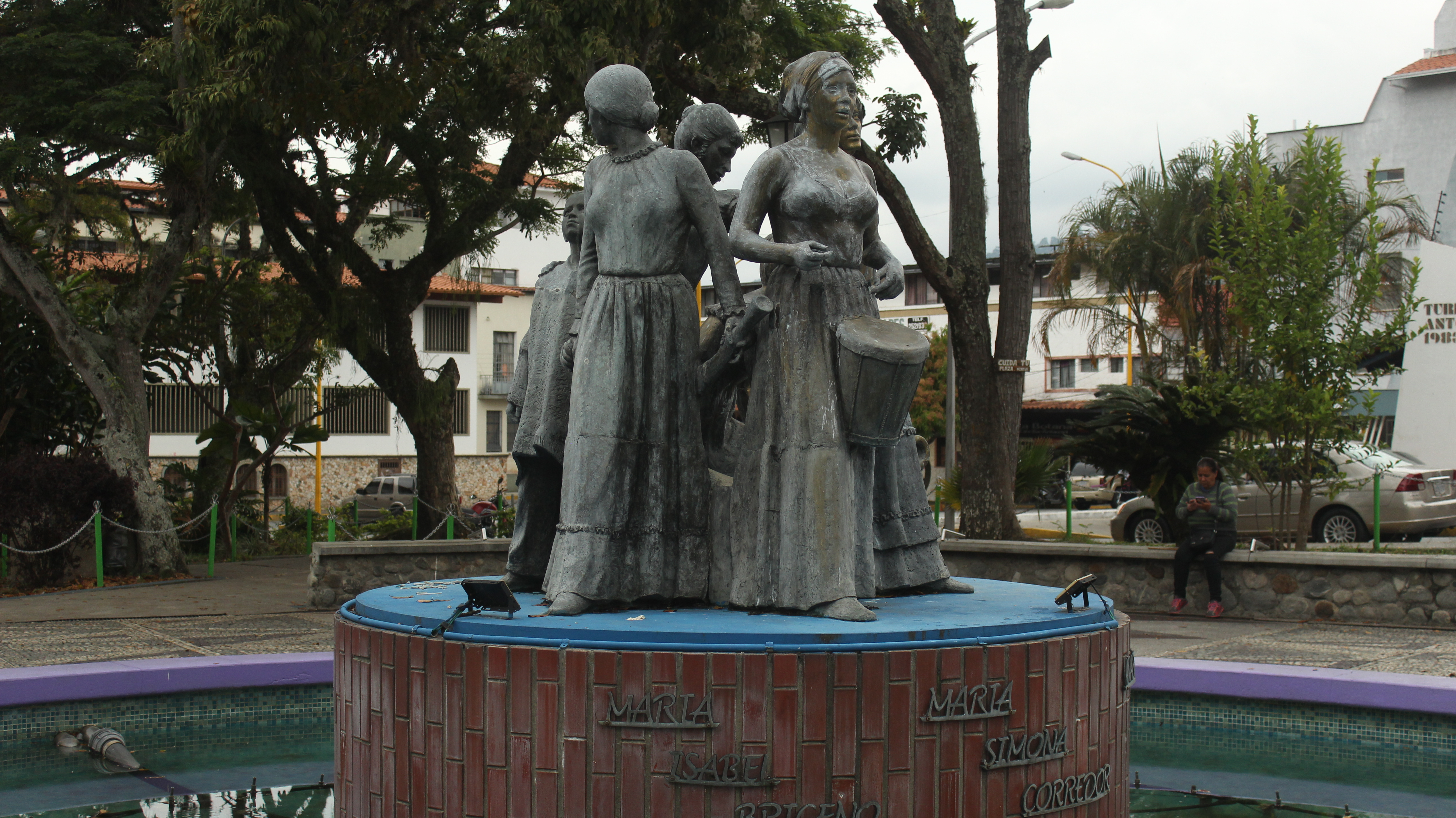
Las heroínas.